# Podabrus chinensis
Podabrus chinensis là một loài bọ cánh cứng trong họ Cantharidae. Loài này được Li miêu tả khoa học năm 1992.